# 二本松古墳 (東大阪市)
二本松古墳（にほんまつこふん、六万寺2号墳）は、大阪府東大阪市六万寺町にある古墳。形状は方墳。六万寺古墳群を構成する古墳の1つ。東大阪市指定史跡に指定されている。

## 概要
大阪府東部、生駒山地西麓の扇状地に築造された古墳である。一帯には小群集墳の六万寺古墳群が分布し、本古墳はそのうちの1基になる。1964年（昭和39年）に調査が実施されている。
墳形は方形で、一辺約20メートル・高さ4.5メートルを測る。埋葬施設は両袖式の横穴式石室で、南方向に開口する。石室全長15.8メートルを測り、大阪府内でも有数の規模の大型石室である。石室内の調査では、凝灰岩製の石棺片のほか、副葬品として耳環・須恵器・土師器が出土している。築造時期は古墳時代後期と推定される。
古墳域は1992年（平成4年）に東大阪市指定史跡に指定され、現在では古墳公園として公開されている。

## 遺跡歴
- 1964年（昭和39年）、調査（枚岡市教育委員会・大阪府立花園高等学校地歴部）[2]。
- 1992年（平成4年）4月8日、東大阪市指定史跡に指定。

## 埋葬施設

石室俯瞰図

石室展開図

埋葬施設としては両袖式横穴式石室が構築されており、南方向に開口する。石室の規模は次の通り。
- 石室全長：15.8メートル
- 玄室：長さ4.5メートル、幅2.2メートル、高さ3.0メートル
- 羨道：長さ11.3メートル、幅1.9メートル

石室の石材は、閃緑岩・花崗岩。玄室の西壁は垂直に近いが、東壁は傾斜する。また羨道では閉塞石が検出されている。
石室内は盗掘に遭っているが、調査では凝灰岩製の石棺片多数のほか、副葬品として耳環・須恵器（坏身・坏蓋・提瓶・台付壺）・土師器が検出されている。特に、奥壁付近の石棺材には格狭間形の刳り込みが認められる点が注目される。また後世の遺物として、中世の土師器皿・銭貨が出土している。

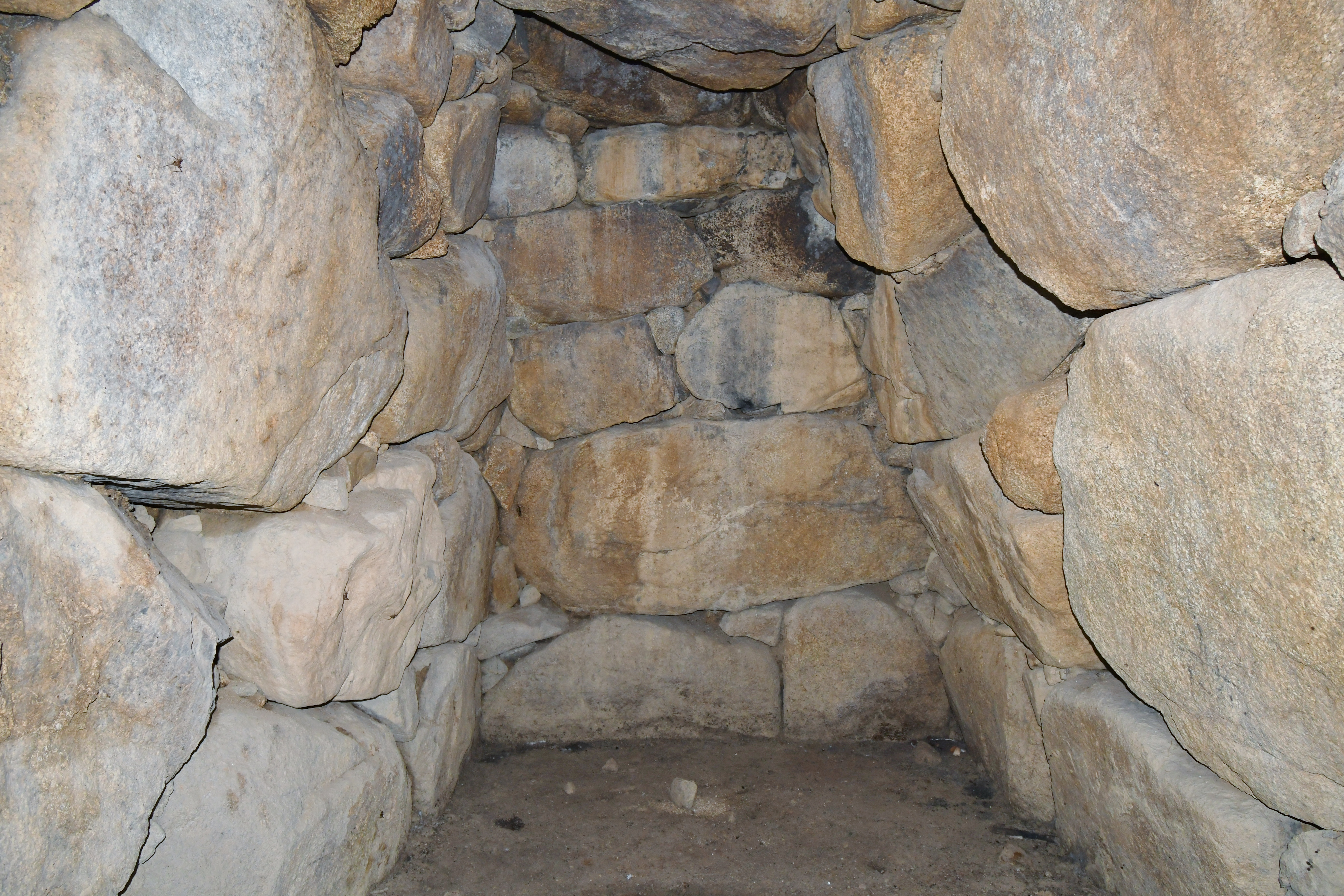
玄室（奥壁方向）
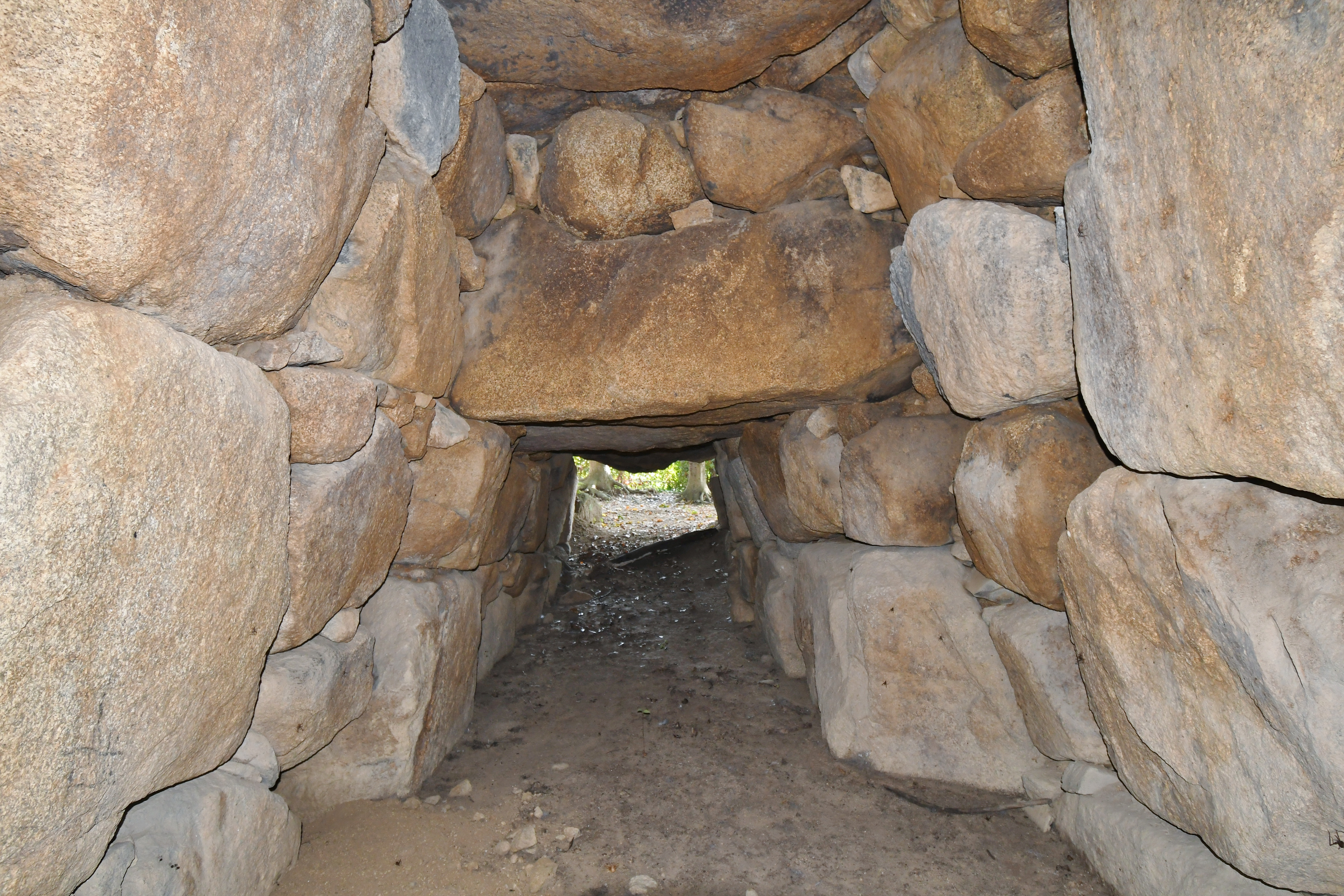
玄室（開口部方向）
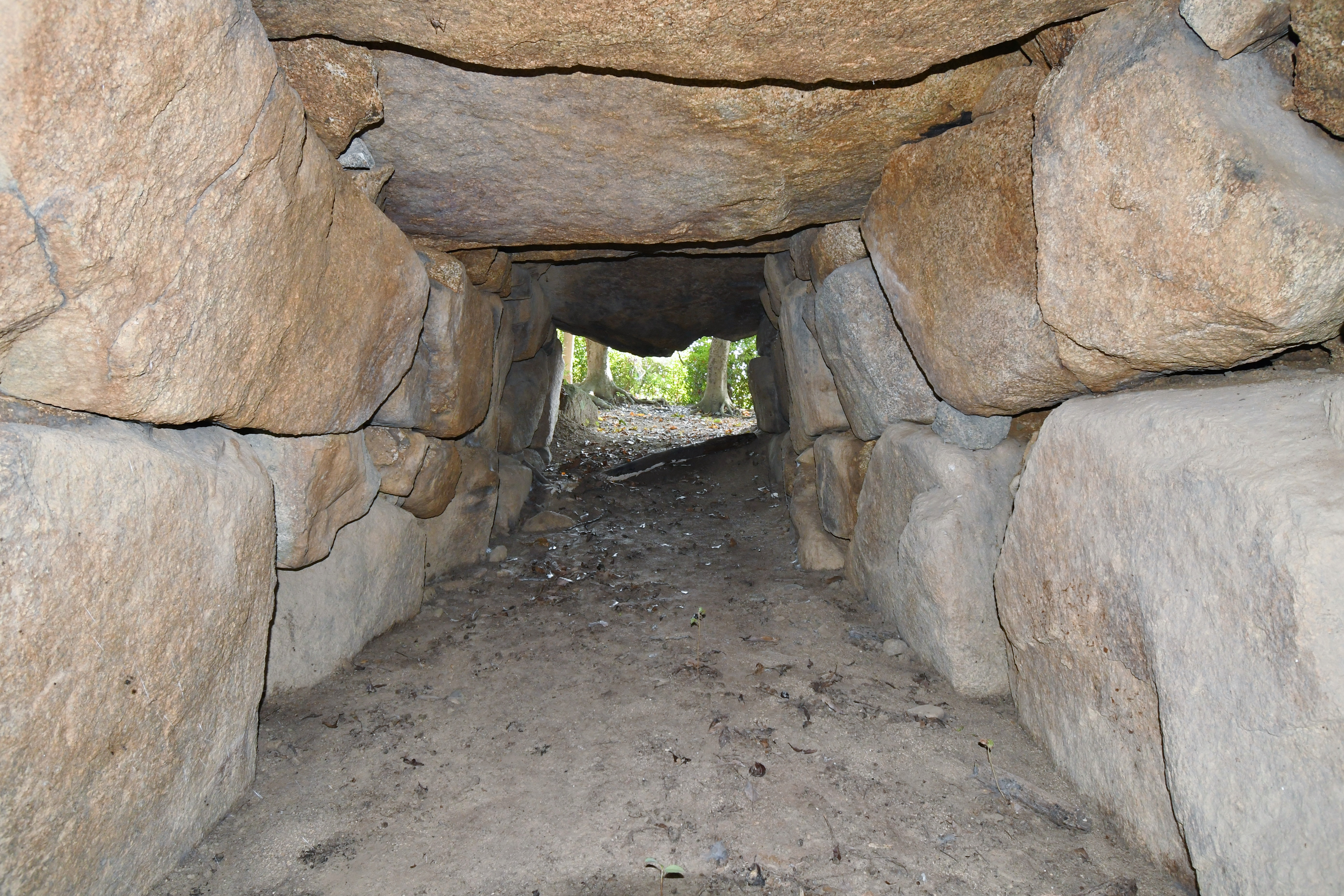
羨道（開口部方向）
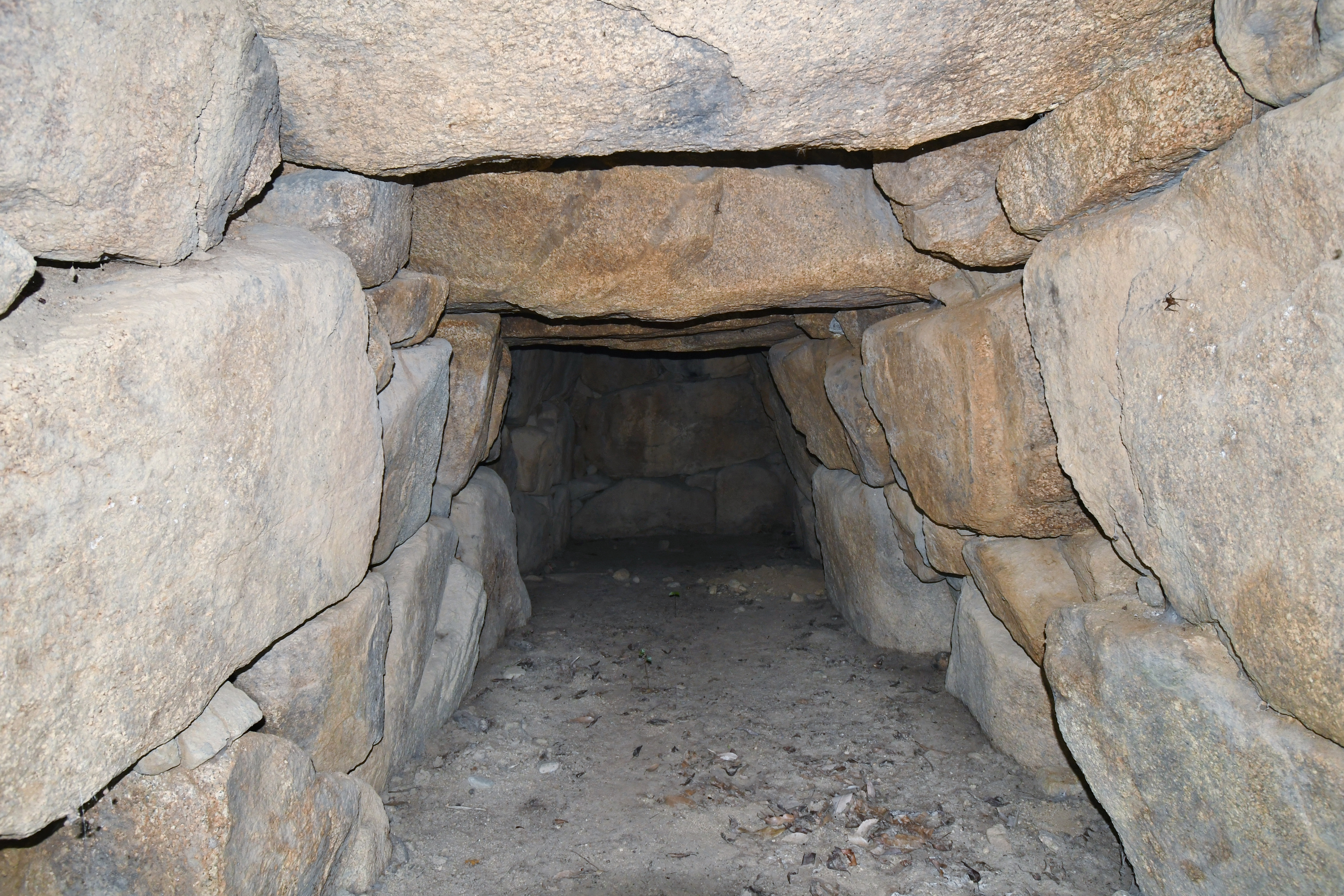
羨道（玄室方向）
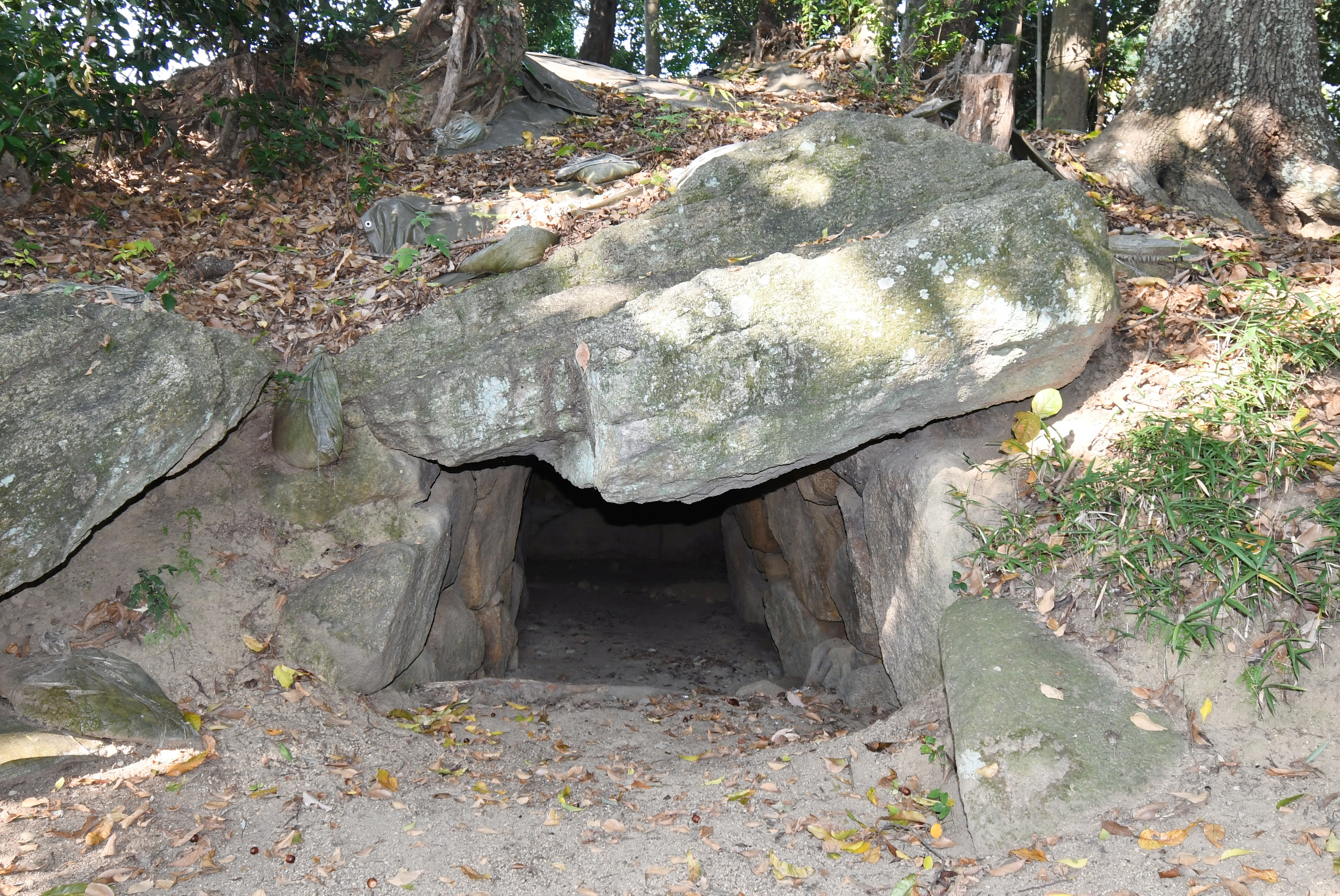
開口部

## 周辺の古墳

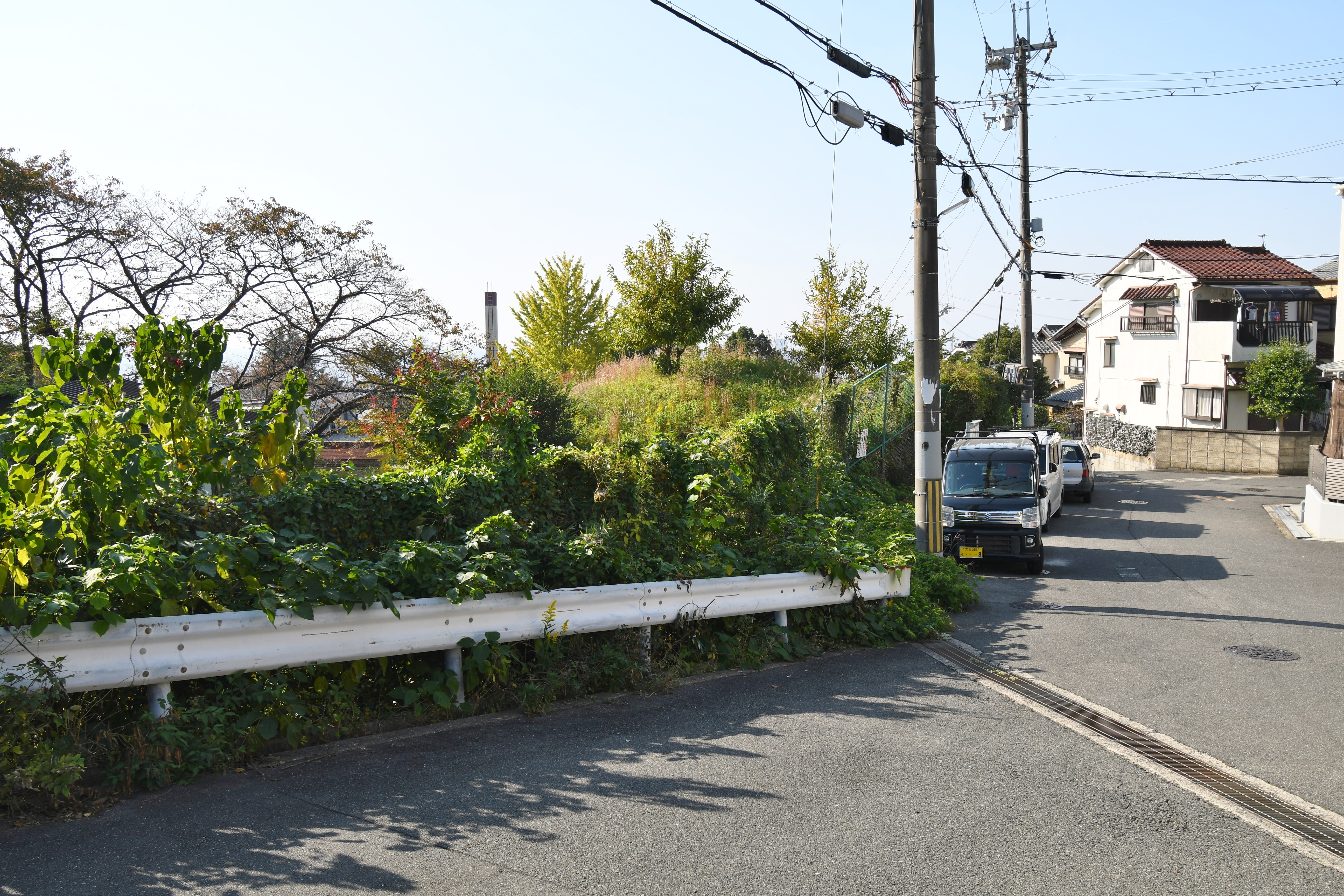
六万寺1号墳（高塚古墳、中央奥）
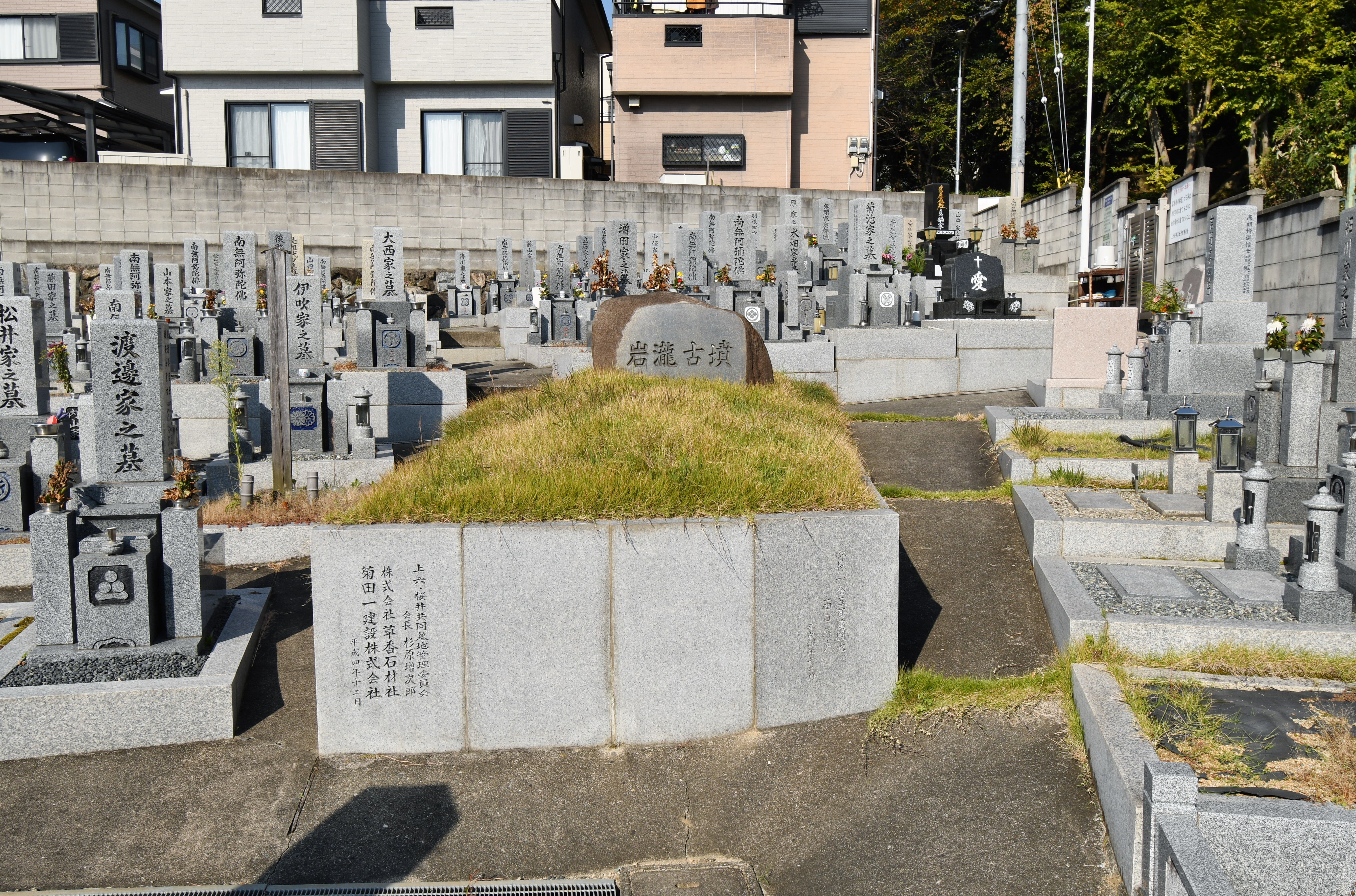
六万寺4号墳（岩瀧古墳）

## 文化財

### 東大阪市指定文化財
- 史跡
  - 二本松古墳 - 1992年（平成4年）4月8日指定。

## 関連文献
（記事執筆に使用していない関連文献）
- 『原始・古代の枚岡』東大阪考古学研究会、1967年。